# Banewo
Banewo (bulgarisch Банево, abgeleitet von Banja wortwörtlich übersetzt= Bad) ist ein Stadtviertel von Burgas im Südosten Bulgariens. Das Viertel liegt malerisch im Ajtos-Bergmassiv, das zu den südlichen Vorläufern des Balkangebirges zählt, rund 14,5 km vom Stadtzentrum und rund 3 km von Wetren.
Bei Banewo befinden sich die seit der Antike bekannten Mineralbäder von Burgas. In der Antike trugen sie den Namen Aquae Calidae. Laut einer Legende soll sogar Philipp II. hier Gast gewesen sein. Der gotische Geschichtsschreiber Jordanes schrieb im 6. Jahrhundert: „sehr heißes Wasser steigt aus der Quelle, die erste und beste aller Quellen in der Welt für die Heilung der Kranken“.
In byzantinischer Zeit trug die Siedlung den Namen Thermopolis (von gr. θερμός (thermos) = „warm“ und πόλις (polis) = „Stadt“). Es ist bekannt, dass sich der oströmische Kaiser Tiberios I. die Stadt für die Heilung einer Krankheit seiner Frau ausgesucht hat.
1206 wurde die Stadt von den Kreuzritter des Vierten Kreuzzugs unter Heinrich geplündert und zerstört. Der kaiserliche Schreiber hielt fest: „das war eine sehr schöne Stadt, in guter Lage, mit vielen warmen Quellen - die besten der Welt. Aus ihr haben wir gute Beute mitgenommen“. Erst 350 Jahre später wurden die Quellen bebaut, jedoch im 13. Jahrhundert von der Katalanischen Kompanie verwüstet. Der spätere Osmanischer Sultan Süleyman I. befahl den Bau eines großen Hammam, der nach mehreren Umbauten bis heute genutzt wird.
Banewo wurde 1920 von bulgarischen Flüchtlingen aus Ost- und Westthrakien (→Thrakische Bulgaren) und Makedonien (→Makedonische Bulgaren), an der Stelle eines türkischen „Landhaus“ (Çiftlik) gegründet. 1932 wurde die erste Schule Iwan Wazow gebaut. Neben ihr befinden sich im Dorf noch ein Tschitalischte und die Kapelle „Sweta Petka“.
Bis 2009 war das Viertel ein selbständiges Gemeindedorf innerhalb der Gemeinde Burgas.

## Abbildungen

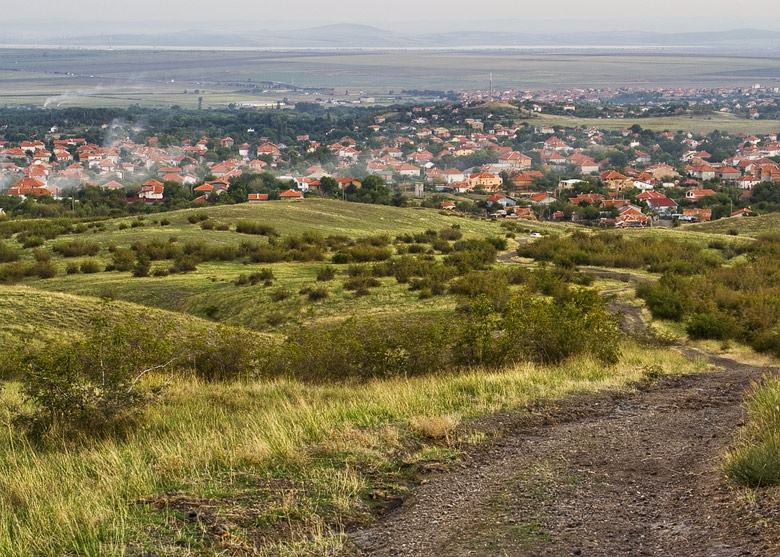
Das Dorf im Vordergrund und das Atanasow-See im Hintergrund
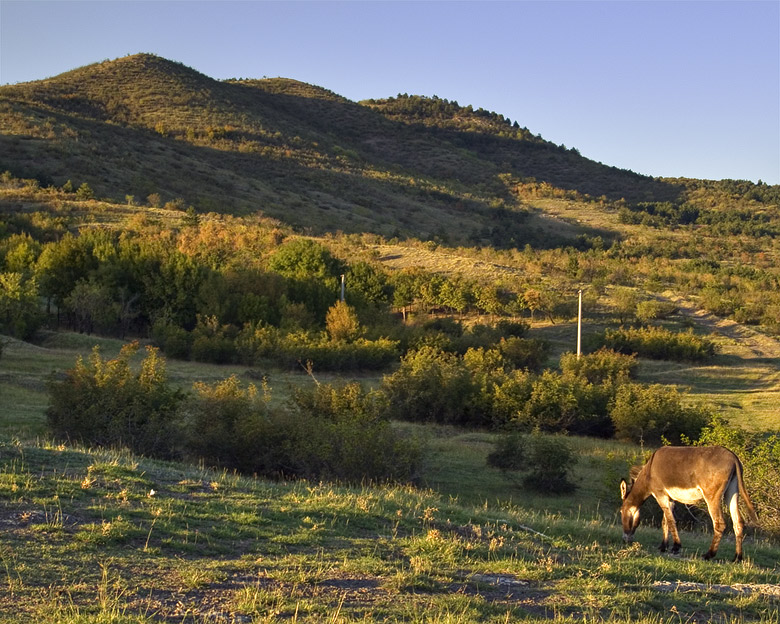
Die „drei Schwester“-Hügel
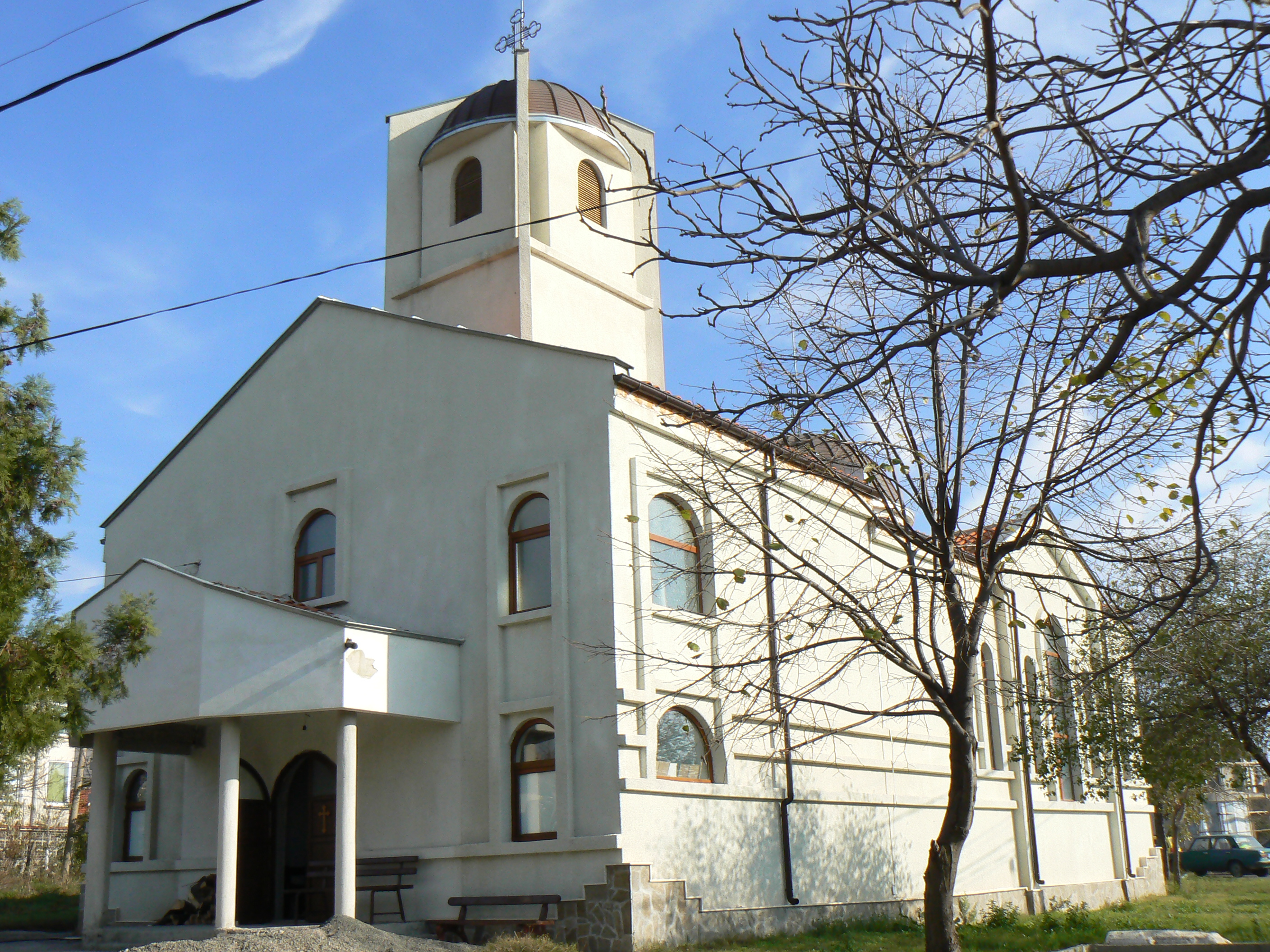
Die Dreifaltigkeitskirche